# Charmes (Aisne)
Charmes település Franciaországban, Aisne megyében. Lakosainak száma 1596 fő (2022. január 1.). Charmes Andelain, Bertaucourt-Epourdon, Danizy, La Fère és Rogécourt községekkel határos.

## Népesség
A település népességének változása:
| Lakosok száma | 1910 | 1751 | 1855 | 1703 | 1635 | 1631 | 1652 | 1654 | 1655 | 1596 |
|               | 1968 | 1982 | 1990 | 2006 | 2013 | 2015 | 2017 | 2019 | 2020 | 2022 |